# Parlament (Fernsehserie)
Parlament (französisch Parlement) ist eine französisch-deutsche Fernsehserie. Die Politiksatire schildert den Alltag der Abgeordneten und Mitarbeiter des Europäischen Parlaments aus der Sicht des jungen parlamentarischen Assistenten Samy, der von Xavier Lacaille gespielt wird.
Von 2020 bis 2024 wurden von der Serie vier 10-teilige Staffeln produziert.

## Inhalt

### Staffel 1
Samy beginnt kurz nach dem Brexit-Referendum als neuer Assistent von Michel Specklin, einem zentristischen Abgeordneten des Europäischen Parlaments (Specklin ist eine Anspielung auf den elsässischen Festungsbaumeister Daniel Specklin aus dem 16. Jahrhundert). Er ist mit den Abläufen im Parlament und den Machtspielen zwischen den verschiedenen Fraktionen untereinander sowie zwischen politischen Beratern und Lobbyisten nicht vertraut. Daher hört er naiverweise auf Ratschläge von verschiedenen Personen wie Guido Bonafide oder Ingeborg Becker, die ihn allerdings eher für ihre eigenen Zwecke ausnutzen wollen.
Samy soll für seinen Abgeordneten eine Vorlage zum Thema Shark-Finning einbringen. Specklin ist in dieser Sache Berichterstatter im Ausschuss für Fischerei. Insbesondere spanische Abgeordnete wollen ein Verbot des Finnings verhindern und wissen abwechselnd die nicht gewählten Lobbyisten an ihrer Seite. Nach diversen Schwierigkeiten, die ihm besonders die deutsche Beraterin Ingeborg und ihr Assistent Torsten machen, gelingt es Samy schließlich mithilfe des enigmatisch-stoischen EU-Bürokraten Eamon Geraghty, im Plenum des Parlaments die Zustimmung zu seiner Vorlage zu erlangen. 

### Staffel 2
Die zweite Staffel setzt nach einer Europawahl ein. Der Brexit lässt auf sich warten, Ingeborg ist ins deutsche Verteidigungsministerium gewechselt und ließ einen sinnsuchenden Torsten zurück. Samy bemüht sich intensiv und auch erfolgreich, Assistent einer jungen, ehrgeizigen und kompetenten Europaabgeordneten (Valentine Cantel) zu werden, obwohl Specklin wiedergewählt wurde. Specklin hingegen wird in das Amt des Präsidenten des Europaparlaments abgeschoben, für das er denkbar ungeeignet ist. Cantel beginnt sofort, nach einem ausreichend spektakulären Großprojekt zu suchen, das sie vertreten kann. Sie nimmt ohne Zögern Samys Vorschlag an, einen „Blue Deal“ zu schnüren, in dem verschiedene ältere Initiativen zum Schutz der Ozeane zusammengefasst werden. Mithilfe von Eamon stellt Samy ein Paket an Richtlinien zusammen, die vom Parlament bereits beschlossen, aber noch nicht durch Kommission und Rat in Kraft gesetzt wurden. Auch Specklins Vorlage zum Shark Finning aus Staffel 1 soll dazugehören. 
Nun sollen sie im Trilog von Europaparlament, Europäischer Kommission und dem Rat der Europäischen Union durchgesetzt werden, wozu von Cantel eine fraktions- und nationenübergreifende Arbeitsgruppe gebildet wird. In Staffel 1 war Rose bereits Samys love interest und Assistentin einer britischen Europaabgeordneten, die wegen des Brexits, den sie selbst befürwortete, an Depressionen litt. Doch kam sie nicht mit Samy zusammen und wurde zudem am Ende der Staffel aufgrund des Brexits arbeitslos. Nach einer kurzen Zeit bei einem US-amerikanischen Internetkonzern kehrt sie nun als Angestellte einer Lobbyagentur an das Parlament zurück und erhält von ihrer Agentur den Auftrag, den Blue Deal im Sinne der Fischereiindustrie unter Nutzung ihrer persönlichen Freundschaft zu Samy zu verwässern. 
Samy und Cantel treffen die konservative und sehr dominante Gesine Breschenschneider, eine deutsche Parlamentsabgeordnete, die zu einer Verbündeten für Samys Vorhaben wird, sowie den schüchternen schwedischen Grünen Sven Jensen, der sein System der Einbeziehung ökologischer Faktoren in die europäische Buchhaltungsnorm niemandem erklären kann. Die Abgeordneten stehen für verschiedene Vorhaben, die im Blue Deal zusammengefasst werden sollen. In einem ersten Kompromissangebot nach langen Verhandlungen will der Rat der Europäischen Union die ökologischen Buchhaltungsnormen aus dem Blue Deal streichen. Da niemand versteht, was diese Normen verändern, wird Sven Jensen dazu gedrängt, sein Vorhaben aufzugeben. Letztendlich konnte jedoch der Bürokrat Eamon, der eine Fehde mit der Kommissionsvertreterin Carmen hat, der Gruppe erklären, wieso der Rat die Buchhaltungsnormen aus dem Blue Deal streichen möchte: Sven Jensen konnte niemandem erklären, dass sein Gesetzesvorhaben ökologische Schäden und Folgekosten erstmals in die Bilanzierung von Körperschaften mit einbezieht. Nun will die Gruppe noch fester an dem Vorhaben festhalten.
Letztendlich gelingt es Samy und seinen großenteils schon aus der ersten Staffel bekannten Gefährten jedoch, den Blue Deal tatsächlich gegen heftigen, aber rein formalistischen Widerstand der Kommission durch den Trilog zu bekommen. Dies gelingt erst, nachdem der Rat überzeugt werden konnte, dass die letzten bestehenden Kommissionseinsprüche sich nur noch auf Sachverhalte beziehen, für die die Kommission gar nicht zuständig ist. Zuletzt kommen auch Samy und Rose zusammen, obwohl sie auf unterschiedlichen Seiten stehen. Mme Cantel verlässt das Europaparlament, um eine Karriere in der französischen Regierung zu verfolgen. Samys Ex-Freundin Lydia, von den Möglichkeiten einer NGO-Aktivistin enttäuscht, verlässt Europa, um in Thailand als Umweltschutzaktivistin tätig zu werden.

### Staffel 3
Samy bringt ab sofort als politischer Berater seine Ziele voran. Valentine Cantel kehrt zurück, sie soll auf Wunsch der französischen und deutschen Regierung EU-Kommissarin werden. Samy, der auf einen Job bei der EU-Kommission hofft, unterstützt seine ehemalige Chefin im Nominierungsprozess. Obwohl dieser trotz der Missgeschicke Samys schlussendlich erfolgreich verläuft, wird Samy von Valentine nicht bei der Auswahl ihres Mitarbeiterstabes berücksichtigt.
Nach anfänglicher Enttäuschung und Desillusionierung erfährt Samy schließlich von Valentines Plänen den Blue New Deal zugunsten eines anderen ambitionierten Projektes, einem ökologischen Schiffscontainer, zu opfern und beschließt gemeinsam mit der deutschen Abgeordneten Gesine Breschenschneider und dem schwedischen Grünen-Abgeordneten Sven Jensen Valentines Pläne zu verhindern und den Blue New Deal zu retten.
Am Ende scheitern die Verhandlungen mit der Kommission jedoch an der Einspruchsfrist, die während der Gespräche, die von der Kommission in die Länge gezogen wurden, verstreicht. Samy will seine Niederlage allerdings nicht eingestehen und versucht eine Pressekampagne gegen die EU-Kommission loszutreten, dabei löst er jedoch ungewollt beinahe eine militärische Konfrontation mit dem Vereinigten Königreich aus. Valentine deutet dies als bewusstes Manöver von Samy und macht ihm schlussendlich doch noch ein Jobangebot, welches Samy nach einigem Zögern in der letzten Folge der Staffel auch annimmt.
Parallel zu Samys Konflikt mit Valentine befindet sich Michel Specklin in einem harten Machtkampf um den Posten des Parlamentspräsidenten, den er nicht, wie eigentlich üblich, nach zweieinhalb Jahren wieder räumen will. Sein Konkurrent ist der ambitionierte Vorsitzende der Europäischen Volkspartei aus Deutschland, Konrad Stracke, der erst in Brüssel Humor kennengelernt hat. Unterstützt wird Michel von seinem Kabinettschef Martin Kraft, zu dem er im Laufe der Staffel eine freundschaftliche Beziehung entwickelt. Diese Freundschaft ist schließlich auch der Grund, warum Michel in der zehnten Folge seine Kandidatur aufgibt. Da die Kandidatur eines grünen Abgeordneten an fraktionsinternen Streitigkeiten gescheitert ist, setzt sich schlussendlich Konrad Stracke durch und wird neuer Parlamentspräsident.
Rose ist mittlerweile mit Samy liiert und arbeitet als freie Journalistin. Nach anfänglichen Schwierigkeiten, bei denen sie sogar fast die Karriere ihres Freundes gefährdet, startet sie zusammen mit ihrer polnischen Kollegin Magda einen Podcast über das europäische Parlament.
Ab der vierten Folge ist auch Torsten wieder dabei. Er wurde als Abgeordneter für die (fiktive) slowenische Partei für flüssige Demokratie ins Parlament gewählt und sorgt kostümiert als selbsternannter „Captain Europe“ für Aufsehen. In der vorletzten Folge gibt er desillusioniert durch den wachsenden Hass und das Trolling im Netz seine schrille Rolle auf und gibt sich ein seriöseres, angepasstes Image, ohne jedoch sein Ziel aufzugeben, den Menschen Europa näherzubringen, und strebt die Realisierung eines Musicals an.

## Episodenliste

### Staffel 1
| Nr. (ges.) | Nr. (St.) | Deutscher Titel              | Originaltitel                 | Erstausstrahlung |
| ---------- | --------- | ---------------------------- | ----------------------------- | ---------------- |
| 1          | 1         | Willkommen in Brüssel        | J’ai jamais eu de rapports    | 9. Apr. 2020     |
| 2          | 2         | Trau, schau, wem!            | L’invincible Armada           | 9. Apr. 2020     |
| 3          | 3         | Gehe zurück auf „Los“        | La politique et les saucisses | 9. Apr. 2020     |
| 4          | 4         | Der älteste Beruf der Welt   | Le plus vieux métier du monde | 9. Apr. 2020     |
| 5          | 5         | Zusammen sind wir stark      | Demos Kratos                  | 9. Apr. 2020     |
| 6          | 6         | Ich bin Sharky               | Je suis Sharky                | 9. Apr. 2020     |
| 7          | 7         | The American Way             | Wild West Wing                | 9. Apr. 2020     |
| 8          | 8         | Rose & Samy                  | Le pacte de stabilité         | 9. Apr. 2020     |
| 9          | 9         | Die List des Gegners         | Strasbourg, Outre-Rhin        | 9. Apr. 2020     |
| 10         | 10        | Es war einmal ein junger Hai | C’était un jeune requin       | 9. Apr. 2020     |

### Staffel 2
| Nr. (ges.) | Nr. (St.) | Deutscher Titel                | Originaltitel                  | Erstausstrahlung |
| ---------- | --------- | ------------------------------ | ------------------------------ | ---------------- |
| 11         | 1         | Auf der Suche nach dem Tob-Job | Top Jobs Magic Circus          | 23. Mai 2022     |
| 12         | 2         | Wer bitte?                     | Mais qui est-ce                | 30. Mai 2022     |
| 13         | 3         | Des Präsidenten neue Kleider   | Les habits neufs du président  | 30. Mai 2022     |
| 14         | 4         | Die Pinguine                   | Les pingouins                  | 6. Juni 2022     |
| 15         | 5         | Viele Köche – eine Suppe       | Les chariots en cercle         | 6. Juni 2022     |
| 16         | 6         | Außerirdische?                 | Objet légiférant non-identifié | 6. Juni 2022     |
| 17         | 7         | Volkes Stimme                  | Vox populi                     | 13. Juni 2022    |
| 18         | 8         | Ein kleiner Ausflug            | La petite vadrouille           | 13. Juni 2022    |
| 19         | 9         | Die Verhandlung                | La négo                        | 13. Juni 2022    |
| 20         | 10        | Und was jetzt?                 | On va en after                 | 13. Juni 2022    |

### Staffel 3
| Nr. (ges.) | Nr. (St.) | Deutscher Titel      | Originaltitel               | Erstausstrahlung |
| ---------- | --------- | -------------------- | --------------------------- | ---------------- |
| 21         | 1         | Die Deutschen kommen | On peut plus rien dire      | 29. Sep. 2023    |
| 22         | 2         | Hintergrundgespräch  | Le background               | 29. Sep. 2023    |
| 23         | 3         | Absolution           | Ego to absolvo              | 29. Sep. 2023    |
| 24         | 4         | Captain Europe       | Le grand départ             | 29. Sep. 2023    |
| 25         | 5         | Rechnungsreform      | Super Pro Brexit            | 29. Sep. 2023    |
| 26         | 6         | Zusatzklausel        | Riders                      | 29. Sep. 2023    |
| 27         | 7         | Ausgeschlossen       | You shall not pass          | 29. Sep. 2023    |
| 28         | 8         | Fristeinhaltung      | Comme le disait Jean Monnet | 29. Sep. 2023    |
| 29         | 9         | Fish and Ships       | Fish and Ships              | 29. Sep. 2023    |
| 30         | 10        | Europa – Ein Musical | Europe, the musical         | 29. Sep. 2023    |

### Staffel 4
| Nr. (ges.) | Nr. (St.) | Deutscher Titel                    | Originaltitel                   | Erstausstrahlung |
| ---------- | --------- | ---------------------------------- | ------------------------------- | ---------------- |
| 31         | 1         | Das kommt mir chinesisch vor       | L'Europe c'est du chinois       | 1. Nov. 2024     |
| 32         | 2         | Euro-Bingo                         | Euro bingo                      | 1. Nov. 2024     |
| 33         | 3         | Familienfoto                       | Photo de famille                | 1. Nov. 2024     |
| 34         | 4         | Die Agentur                        | Kaunas                          | 1. Nov. 2024     |
| 35         | 5         | Deutsche Qualität                  | Deutsche Qualität               | 1. Nov. 2024     |
| 36         | 6         | Justus und ich                     | Justus et moi                   | 1. Nov. 2024     |
| 37         | 7         | Der Sündenbock                     | Bouc émissaire                  | 1. Nov. 2024     |
| 38         | 8         | Der Gipfel der allerletzten Chance | Le sommet de la dernière chance | 1. Nov. 2024     |
| 39         | 9         | Quanten-Politik                    | Politique quantique             | 1. Nov. 2024     |
| 40         | 10        | Der europäische Tausendfüßler      | Le millepatte européen          | 1. Nov. 2024     |

## Besetzung und Synchronisation
Die Tabelle nennt die wichtigsten Schauspieler, ihre Rollennamen, die Summe der Episoden mit Auftritten in Haupt- und Neben- bzw. Gastrolle sowie ihre deutschen Synchronsprecher.
| Darsteller                | Rolle                           | Staffel | Staffel | Staffel | Staffel | Episoden | Deutscher Synchronsprecher |
| Darsteller                | Rolle                           | 1       | 2       | 3       | 4       | Episoden | Deutscher Synchronsprecher |
| ------------------------- | ------------------------------- | ------- | ------- | ------- | ------- | -------- | -------------------------- |
| Xavier Lacaille           | Samy Kantor                     | 10      | 10      | 10      | 10      | 40       | Tim Kreuer                 |
| Liz Kingsman              | Rose Pilkington                 | 10      | 9       | 9       | 9       | 37       | Johanna von Gutzeit        |
| Lucas Englander           | Torsten Muckenstrum             | 10      | 8       | 3       | –       | 21       | Lucas Englander            |
| William Nadylam           | Eamon Geragthy                  | 10      | 6       | 9       | 2       | 27       | Sebastian Christoph Jacob  |
| Philippe Duquesne         | Michel Specklin                 | 10      | 6       | 7       | 1       | 24       | Thomas Schmuckert          |
| Koen van Impe             | Cornelius Jaeger                | 10      | 1       | 4       | –       | 15       |                            |
| Christiane Paul           | Ingeborg Becker                 | 10      | –       | –       | –       | 10       | Christiane Paul            |
| Jane Turner               | Sharon Redlion                  | 10      | –       | –       | –       | 10       | Katrin Zimmermann          |
| Luke Calzonetti           | Mitarbeiter von Facebook        | 6       | –       | –       | –       | 6        |                            |
| Gauthier Danniau          | Kenneth                         | 5       | –       | –       | –       | 5        |                            |
| Shane Woodward            | Leroy Sparks                    | 5       | –       | –       | –       | 5        |                            |
| Niccolò Senni             | Guido Bonafide                  | 4       | 7       | 5       | 1       | 17       |                            |
| Quentin Minon             | Miguel                          | 4       | 1       | 8       | 2       | 15       | Manolo Palma               |
| Carole Weyers             | Janet Moore                     | 4       | –       | –       | –       | 4        | Sandrine Mittelstädt       |
| Alice Hubball             | Marianne Nordager               | 4       | –       | –       | –       | 4        |                            |
| Joren Seldeslachts        | Lucas Iris                      | 4       | –       | –       | –       | 4        | Sebastian Borucki          |
| Elvira Tröger             | Maja Karlsson                   | 4       | –       | –       | –       | 4        |                            |
| Aurora Marion             | Femke Van Gils                  | 4       | –       | –       | –       | 4        |                            |
| Georges Siatidis          | Vasilios Kapsis                 | 4       | –       | –       | –       | 4        |                            |
| Nagisa Morimoto           | Assistentin von Vasilios Kapsis | 4       | –       | –       | –       | 4        |                            |
| Pascal Lamy               | Pascal Lamy                     | 4       | –       | –       | –       | 4        |                            |
| Ana Rodriguez             | Alicia Leon Sanchez             | 3       | –       | –       | –       | 3        |                            |
| Jean-Benoît Ugeux         | Maurice Casier                  | 2       | 1       | –       | –       | 3        |                            |
| Georgia Scalliet          | Valentine Cantel                | –       | 10      | 9       | 8       | 27       | Cornelia Waibel            |
| Anaïs Parello             | Lydia Delsol                    | –       | 7       | –       | 1       | 8        |                            |
| Martina Eitner-Acheampong | Gesine Brechenschneider         | –       | 6       | 10      | 4       | 20       | Martina Eitner-Acheampong  |
| Johann von Bülow          | Martin Kraft                    | –       | 6       | 7       | –       | 13       | Johann von Bülow           |
| Gustaf Hammarsten         | Sven Jensen                     | –       | 5       | 3       | 4       | 12       | Andree Solvik              |
| Elina Löwensohn           | Carmen Saru                     | –       | 4       | 9       | 7       | 20       |                            |
| Mihajlo Milhajlovic       | Dragan                          | –       | 4       | –       | –       | 4        |                            |
| Luis Rego                 | Jorge                           | –       | 4       | –       | –       | 4        |                            |
| Andreea Camen             | Assistentin von Carmen          | –       | 3       | 5       | 1       | 9        |                            |
| Frédéric Blin             | Bertrand                        | –       | 3       | 3       | –       | 6        |                            |
| Ulrich Brandhoff          | Günter                          | –       | 3       | –       | –       | 3        |                            |
| Clément Beaune            | Clément Beaune                  | –       | 1       | –       | –       | 1        |                            |
| Pia Drzewinski            | Jane Doe                        | –       | 1       | –       | –       | 1        |                            |
| Martin Brambach           | Konrad Stracke                  | –       | –       | 9       | 6       | 15       |                            |
| Soma Pysall               | Zeyneb Kaya                     | –       | –       | 8       | 5       | 13       |                            |
| Barbara Krzoska           | Magda Novak                     | –       | –       | 6       | 8       | 14       |                            |
| Karin Hanczewski          | Ilse Grassmann                  | –       | –       | 5       | –       | 5        |                            |
| Pascal Sangla             | Gilles                          | –       | –       | 5       | 4       | 9        |                            |
| Alessandro Franzi         | Panuto                          | –       | –       | 2       | –       | 2        |                            |
| Corneliu Dragomirescu     | Zayer                           | –       | –       | 2       | –       | 2        |                            |
| Margrethe Vestager        | Margrethe Vestager              | –       | –       | 1       | –       | 1        |                            |
| Laurent Lévy              | Dridrik                         | –       | –       | 1       | –       | 1        |                            |
| Ambroise Carminati        | Felix                           | –       | –       | 2       | 7       | 9        |                            |
| Rosa Lembeck              | Annika                          | –       | –       | –       | 5       | 5        |                            |
| Andrea Dolente            | Jacopo Chiesa                   | –       | –       | –       | 4       | 4        |                            |
| Bernard Cogniaux          | Jacques-Henri                   | –       | –       | –       | 3       | 3        |                            |
| Sacha Petronijevic        | Miroslav                        | –       | –       | –       | 3       | 3        |                            |

## Veröffentlichung
Die erste Staffel wurde ab April 2020 im französischen Fernsehen und ab Oktober 2020 im deutschen Fernsehen auf One ausgestrahlt. Sie war wahlweise synchronisiert oder mit Untertiteln vorübergehend auch in der ARD-Mediathek abrufbar.
Vom 19. Juli bis zum 3. September 2021 fanden die Dreharbeiten zur zweiten Staffel, die wieder aus zehn Folgen besteht, statt. Diese wurde ab dem 9. Mai 2022 in Frankreich ausgestrahlt und war seit dem 24. Oktober 2022 in der ARD-Mediathek verfügbar. Am 31. Oktober und am 7. November 2022 wurde sie in One ausgestrahlt.
Die dritte Staffel wurde im Herbst 2022 gedreht; sie ist seit dem 30. Oktober 2023 in der ARD-Mediathek verfügbar und wurde seit dem 6. November 2023 in One ausgestrahlt.
Darüber hinaus sind die ersten beiden Staffeln der Serie in Deutschland auf Netflix abrufbar.
Die vierte und letzte Staffel wurde in Deutschland am dem 2. und 3. November 2024 bei ARD ONE ausgestrahlt, sowie am 1. November 2024 in der ARD Mediathek veröffentlicht.

## Rezeption
„Parlament funktioniert als Serie nicht nur wegen seines wunderbar schlichten Titels, sondern auch wegen seiner satirischen Grundidee, die das EU-Parlament zwar heftig kritisiert, aber seine Notwendigkeit niemals infrage stellt und ein glühendes Bekenntnis für den Staatenverbund ist.“

Die Serie wurde mit dem Grimme-Preis 2021 in der Kategorie „Fiktion“ ausgezeichnet.
Markus Beckedahl (Netzpolitik.org) bezeichnete die Serie als „Infotainment“ und „weit informativer und kurzweiliger“ als die ähnlich erfolgreiche Polit-Serie Borgen.